# Íþróttabandalag Vestmannaeyja
Íþróttabandalag Vestmannaeyja, známější pod zkráceným názvem ÍBV Vestmannaeyja nebo i ÍBV, je islandský fotbalový klub. Založen byl roku 1903. Třikrát se stal islandským mistrem (1979, 1997, 1998) a čtyřikrát vyhrál islandský fotbalový pohár (1968, 1972, 1981, 1998). Pravidelně se účastní evropských pohárů, zatím však nikdy nepřekročil 2. kolo.